# لیندگرن ۳۲۰۴

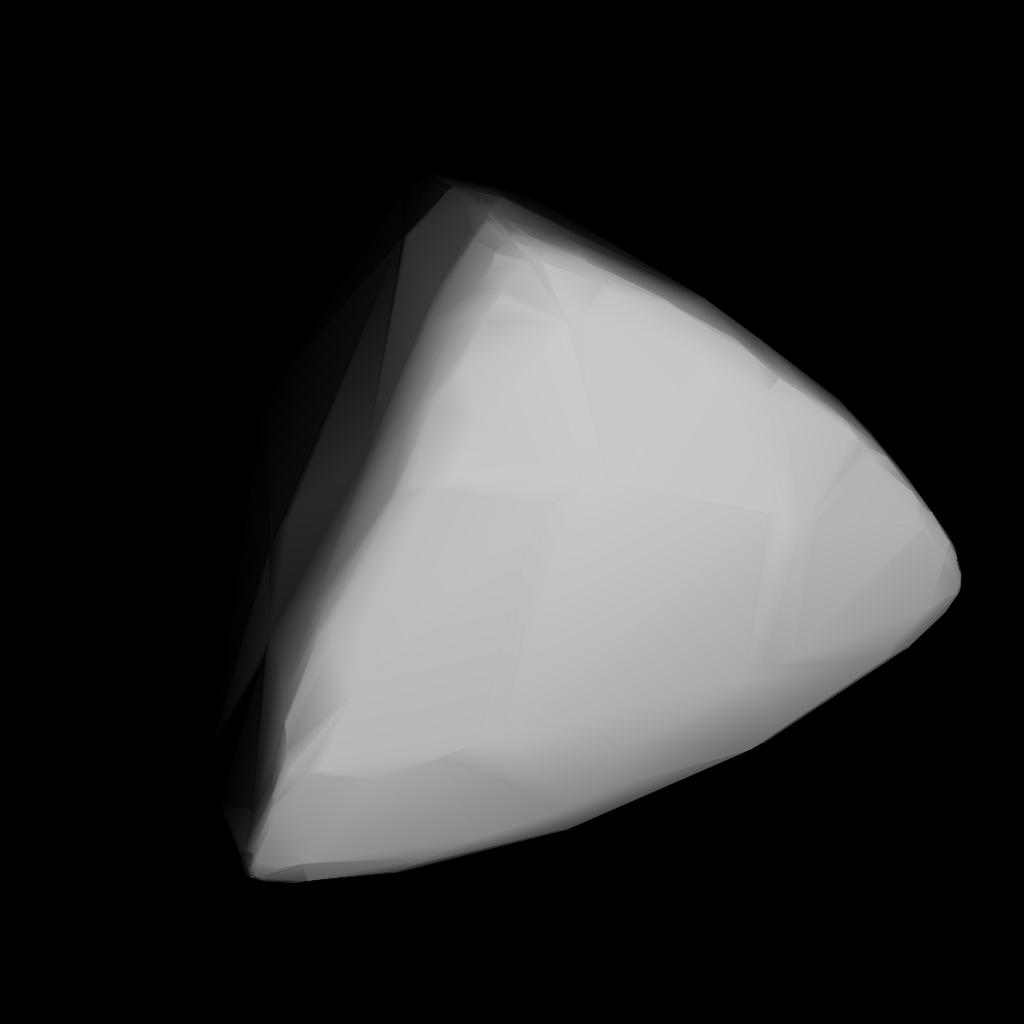
مدل سه‌بُعدی سیارک لیندگرن ۳۲۰۴ بر اساس منحنی نور آن

سیارک ۳۲۰۴ (به انگلیسی: 3204 Lindgren، نامگذاری:1978RH) سه هزار و دویست و چهارمین سیارک کشف شده‌است که در ۱ سپتامبر ۱۹۷۸ کشف شد.
قدر مطلق سیارک برابر ۱۲٫۲۰ است.